# Kajrat Ałmaty (futsal)
Kajrat Ałmaty – kazachski klub futsalowy z siedzibą w Ałmaty, obecnie występuje w Premier Lidze – najwyższa klasa rozgrywkowa w Kazachstanie.
Najbardziej utytułowany klub futsalowy w Kazachstanie oraz jeden z najmocniejszych klubów występujących w Europie. Zdobywca oraz finalista UEFA Futsal Champions League oraz zdobywca Intercontinental Futsal Cup.

## Skład
| Nr | Poz.        | Piłkarz           |
| -- | ----------- | ----------------- |
| 1  | Bramkarz    | R. Umeshev        |
| 2  | Bramkarz    | Higuita           |
| 3  | Obrońca     | V. Chernomordov   |
| 5  | Pivot       | S. Zhamankulov    |
| 6  | Obrońca     | E. Gomes          |
| 7  | Skrzydłowy  | Rangel            |
| 8  | Obrońca     | D. Suleimenov (C) |
| 9  | Pivot       | J. Felinto        |
| 10 | Skrzydłowy  | Taynan            |
| 11 | Skrzydłowy  | D. Favero         |
| 12 | Pivot       | D. Tursagulov     |
| 13 | Bramkarz    | Dudu              |
| 14 | Obrońca     | D. Junior         |
| 15 | Skrzydłowy  | H. Tayebi         |
| 16 | Obrońca     | D. Nurgozhin      |
| 17 | Skrzydłowy  | B. Orazov         |
| 18 | Uniwersalny | C. Yesenamanov    |
| 23 | Skrzydłowy  | L. Kim            |
| 24 | Skrzydłowy  | B. Rakhimtaev     |
| 25 | Skrzydłowy  | K. Kaidaruly      |

stan na 28 kwietnia 2019 roku

### Reprezentanci kraju w barwach Kajrat Ałmaty
- Kazachstan: Higuita, S. Zhamankulov, D. Suleimenov, C. Yesenamanov, D. Junior
- Iran: H. Tayebi

### Byli znani zawodnicy
- Joan, Yuri Butrin, Gustaw, Kelson, Rafael, Choco, Katata, Cacau, Jadder, Betao, Carlos Mantovanelli[4][5]

## Sukcesy
- UEFA Futsal Cup/UEFA Futsal Champions League[6]:
- Zwycięstwo: 2012/13, 2014/2015[7][8]
- Finalista: 2018/2019[9]
- Trzecie miejsce: 2005/2006, 2008/2009, 2010/2011, 2016/2017[10][11]
- Intercontinental Futsal Cup:
- Zwycięstwo: 2014[12]
- Finalista: 2015
- Eremenko Cup (4 - rekord): 2014, 2016, 2017, 2018[13][1]
- Mistrzostwo Kazachstanu (16 - rekord): 2003/04, 2004/05, 2005/06, 2006/07, 2007/08, 2008/09, 2009/10, 2010/11, 2011/12, 2012/13, 2013/2014, 2014/2015, 2015/2016, 2016/2017, 2018/2019[1]
- Puchar Kazachstanu (14 - rekord): 1999/2000, 2000/01, 2004/05, 2005/06, 2006/07, 2007/08, 2008/09, 2009/10, 2012/2013, 2013/2014, 2014/2015, 2015/2016, 2016/2017, 2017/2018[1]
- Superpuchar Kazachstanu (4 - rekord): 2012, 2013, 2014, 2018